# Râmești (gmina Șușani)
Râmești – wieś w Rumunii, w okręgu Vâlcea, w gminie Șușani. W 2011 roku liczyła 1044 mieszkańców.